# Flora Lagerwerf-Vergunst
Everdien Flora (Flora) Lagerwerf-Vergunst (Ede, 23 mei 1964) is een Nederlandse politica, juriste en voormalig onderwijzeres. Van juni 2007 tot juni 2011 maakte ze namens de ChristenUnie deel uit van de Eerste Kamer der Staten-Generaal.
Sinds 2001 is zij bij de rechtbank van Rotterdam werkzaam, van 2004 tot 2007 als rechter-commissaris bij de afdeling strafzaken en vanaf 1 september 2007 als rechter familierecht.
Daarvoor was zij onder andere negen jaar lang werkzaam bij de Commissie Gelijke Behandeling, waarvan ze plaatsvervangend lid was (1995-2004). Ook was ze van 1994 tot 1997 docent strafrecht aan een tweetal universiteiten.
Voor de ChristenUnie werd ze bij de Eerste Kamerverkiezingen 2007 gekozen in de senaat. In 2011 verliet Lagerwerf de senaat. Tussen 2013 en 2017 was zij lid van het hoofdbestuur van de ChristenUnie.
Flora Lagerwerf-Vergunst is lid van een hervormd-gereformeerde gemeente binnen de PKN; zij is een dochter van predikant E.F. Vergunst. Sinds 2012 is Lagerwerf lid van het bestuur van de Gereformeerde Zendingsbond.
In haar woonplaats was zij in het verleden voorzitter van de kiesvereniging van de RPF, een van de twee voorlopers van de ChristenUnie, en gaf ze van 1985 tot 1988 les op een protestants-christelijke basisschool. Als nevenfuncties zat zij in de Raad van Advies van de Christelijke Hogeschool Ede en was zij secretaris van de Evangelische Hogeschool te Amersfoort.
- Parlement.com: vhjogfpxq4zz